# 동북아농축산업유통연구원
동북아농축산업유통연구원은 농축산업 유통관련 조사연구, 식품유통산업 발전, 소비자 가계안정 도모를 목적으로 1984년 6월 4일 설립된 대한민국 농림수산식품부 소관의 사단법인이다. 사무실은 서울특별시 중구 태평로2가 360-1, 광학빌딩 602호에 있다.

## 주요 사업
- 동북아농축산업유통 및 정책에 관한 조사·연구
- 농수축산업 및 유통산업에 관한 남·북한 교류·협력사업
- 농수축산업에 관한 포럼 개최
- 연구용역의 수탁연구 수행
- 정기 간행물 발간